# Rinaldo di Châtillon

Stemma Châtillon

Rinaldo di Châtillon, chiamato anche Reynald o Reginaldo di Chastillon (1125 circa – 4 luglio 1187), è stato un cavaliere medievale francese che partì per la seconda crociata e rimase in Terra santa, dove divenne principe consorte d'Antiochia dal 1153 al 1160 e signore d'Oltregiordano dal 1176 fino alla sua morte.

## Biografia
Rinaldo era un figlio cadetto di Enrico, signore di Châtillon, di una famiglia dell'alta nobiltà della Champagne cui apparteneva il papa del secolo precedente Oddone di Châtillon (papa Urbano II, 1040 circa - 1099). Rinaldo si unì alla seconda crociata nel 1147.

### Principe d'Antiochia

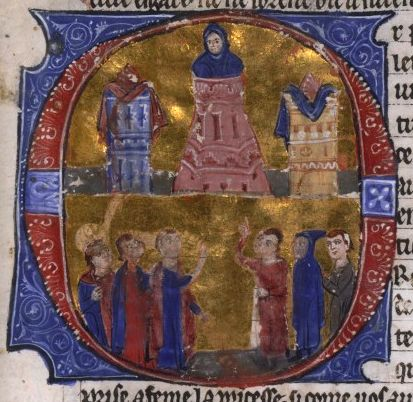
Rinaldo tortura Aimerio di Limoges, da un manoscritto della Historia di Guglielmo di Tiro, conservato nella Biblioteca nazionale di Francia.

Entrò al servizio di Costanza d'Antiochia, principessa dello stato crociato di Antiochia, il cui primo marito era morto nel 1149. Costanza sposò Rinaldo in segreto nel 1153, senza consultare il suo feudatario, Baldovino III di Gerusalemme. 
Né re Baldovino né Aimerio di Limoges, il patriarca latino di Antiochia, approvarono la scelta di Costanza di un marito di natali più bassi dei suoi, seppure nobili.
Rinaldo per vendicarsi di non aver ricevuto i fondi da lui richiesti per la sua progettata azione contro il regno di Cipro, fece catturare il patriarca di Antiochia e lo fece spogliare, coprire di miele e lasciare soffrire sotto il sole del deserto. Quando il patriarca fu rilasciato, cedette e accettò di finanziare la spedizione di Rinaldo. Le forze di Rinaldo attaccarono l'isola, devastandola e saccheggiandola. Cipro apparteneva all'impero bizantino, e nel 1159 Rinaldo fu obbligato a chiedere perdono all'imperatore bizantino Manuele I Comneno (1143-1180), che era venuto con un forte esercito fino ad Antiochia e Rinaldo si riconobbe allora suo vassallo.
Nel 1160, Rinaldo fu catturato dai musulmani durante una scorribanda contro i contadini siriani e armeni nelle vicinanze di Marash. Fu tenuto prigioniero ad Aleppo per i diciassette anni seguenti. Fu riscattato per l'enorme somma di 120.000 denari d'oro nel 1176.

### Signore d'Oltregiordano
Rinaldo perse la moglie Costanza nel 1163; si risposò con Stefania, vedova sia di Umfredo III di Toron sia di Milo di Plancy ed erede della signoria di Oltregiordano, di cui facevano parte i castelli di Kerak e Montreal a sud-est del Mar Morto. Queste fortezze controllavano le rotte commerciali tra l'Egitto e Damasco. L'Oltregiordano terminava a sud ad Aylah (odierna Eilat), scalo portuale sul Mar Rosso.
Nel novembre del 1177, Rinaldo fece parte dell'esercito del regno di Gerusalemme, che sconfisse Saladino alla battaglia di Montgisard.
Nel 1181 depredò una grossa carovana a Tayma, nonostante una tregua tra le forze cristiane e quelle musulmane.
Nel 1183 violò di nuovo la tregua tra Saladino e Baldovino IV: organizzò una piccola flottiglia salpando da Eilat e compiendo atti di pirateria lungo il Mar Rosso. 
Da parte musulmana si temette che fosse sua intenzione assaltare Medina e La Mecca; tuttavia, a un'analisi più attenta, non pare che disponesse degli uomini e dei mezzi a sufficienza per una simile impresa.Pertanto le sue reali intenzioni parrebbero esser state quelle di compiere un mero, quanto consueto atto di pirateria.L'esercito curdo-arabo del fratello di Saladino, al-Malik al-‘Âdil, catturò molti dei soldati di Rinaldo e decapitò i prigionieri pubblicamente per ordine espresso del sultano.
Baldovino IV riuscì a mediare tra le parti. In realtà la situazione era molto complessa, perché entrambe le parti violarono sistematicamente e frequentemente le tregue pattuite tra il 1171 ed il 1187, nonostante Baldovino IV tentasse di porre fine a uno stato di guerra che stava minando rapidamente la sicurezza del suo regno: infatti, se da parte cristiana numerosi cavalieri, tra cui Rinaldo, si mostravano irrequieti verso i musulmani e desideravano apertamente la guerra nei loro confronti, da parte islamica Saladino si era impegnato pubblicamente più volte a distruggere la presenza cristiana in Terra Santa e non desiderava sicuramente una semplice convivenza, desiderio che aveva caratterizzato invece i suoi predecessori, gli ultimi califfi fatimidi. 
In questo contesto ambiguo non era infrequente che entrambe le parti, per rompere legittimamente agli occhi del popolo le tregue, prendessero a pretesto lo svolgersi di pratiche prima tollerate, per quanto deprecate, quali gli assalti e gli abusi alle carovane di pellegrini, di cui si erano resi protagonisti sistematicamente tanto i signori cristiani quando quelli musulmani nei rispettivi territori.
Nel 1186 Rinaldo violò la tregua e si impadronì di una ricca carovana sulla via dell'Oltregiordano in direzione di Damasco. Saladino pretese la liberazione dei prigionieri e la restituzione delle merci. Rinaldo rifiutò tanto la richiesta di Saladino quanto quella di Guido di Lusignano, nuovo re di Gerusalemme, a cui Saladino si era rivolto, affermando che come Guido era padrone delle sue terre, così lui lo era delle sue. Saladino giurò che Rinaldo sarebbe stato giustiziato se fosse stato mai preso prigioniero.
Nel 1187 Saladino invase nuovamente il regno, sconfiggendo i crociati alla battaglia di Hattin, che gli aprì le porte di Gerusalemme, facendo molti prigionieri. I più importanti fra questi erano Rinaldo e il re Guido, che Saladino ordinò di condurre alla sua tenda. Secondo il racconto di al-Safadi in al-Wafi bi-l-wafayāt, Saladino offrì dell'acqua a Guido, che allora passò il bicchiere a Rinaldo. Saladino afferrò il bicchiere e buttò via l'acqua, dicendo che non aveva offerto l'acqua a Rinaldo e non era quindi vincolato dalle regole musulmane sull'ospitalità. Quindi, personalmente, lo decapitò:
(al-Safadi, al-Wafi bi-l-wafayat)
Secondo alcuni autori e nella Storia dei patriarchi di Alessandria, il sultano avrebbe addirittura infierito sul busto, anche spalmandosene il sangue sul viso o usandolo per lavarsene le mani, ma questa testimonianza non è evidentemente credibile, vista la fonte di parte che riporta la pretesa notizia. 
La testa di Rinaldo fu fatta trascinare per ordine del sultano per tutti i suoi territori dopo essere stata esposta a Damasco.

## Rinaldo nell'immaginario collettivo
La temeraria baldanza di Rinaldo, detto "il Lupo Rosso di Kerak", che gli fece tenere testa a Saladino che gli rimproverava il suo spergiuro della tregua, fu celebrata in occidente da Pietro di Blois, che scrisse la sua Passione, e fu motivo d'entusiasmo per i crociati che partivano in vista della terza crociata.
Reginaldo fu da questo momento un protagonista del fortunato genere letterario delle Passiones di crociati, venendo presentato come cristiano esemplare. Guglielmo di Newburgh descrisse Rinaldo con toni degni di un valoroso martire della fede e Matteo Paris, nel Chronica Maiora, fa esclamare al morituro che sta per ricevere il colpo di spada la frase: “gaudeo de causa mortis et de ferientis auctoritate” ("mi compiaccio per la causa per cui muoio e per la persona che ha comandato la mia uccisione").
Rinaldo è stato anche presentato con toni molto foschi, sotto l'influenza della visione romanzata dei crociati presentata nel romanzo "Il Talismano" di Sir Walter Scott, smentita dagli storici moderni. Ne è un esempio il film del 2005 Le crociate - Kingdom of Heaven che si scosta notevolmente dalla realtà storica, come è stato affermato dagli storici che su di esso si sono espressi, come Jonathan Riley-Smith e Jonathan Phillips. 

## Matrimoni e discendenza
Rinaldo e la sua prima moglie Costanza d'Antiochia ebbero:
- Agnese di Châtillon, che sposò il re d'Ungheria Béla III.

Nel 1175 Rinaldo sposò in seconde nozze Stefania de Milly. Essi ebbero:
- Rinaldo, che morì giovane;
- Alice, che sposò Azzo VI d'Este. Alcune fonti affermano che anche Alice era figlia di Costanza d'Antiochia[9], ma questo appare improbabile in considerazione del numero di anni trascorsi tra la morte di Costanza (1163) ed il matrimonio di Alice con Azzo d'Este (1204)[10].